# Illyriad
Illyriad è un videogioco online di strategia in tempo reale, prodotto dalla Illyriad Games Ltd nel 2011, ispirato a Civilization.
In pochi mesi il gioco ha raggiunto molta popolarità, ed è ormai un gioco cult per gli appassionati del genere. Ha vinto numerosi premi e riconoscimenti, tra cui quello di Massively.com.

## Modalità di gioco
Il gioco è ambientato in un immenso continente chiamato Elgea, in un'epoca remota indefinita, caratterizzata da molti conflitti tra i suoi abitanti. Elgea ha ambienti molto diversi ed è suddiviso in vari regni indipendenti, che fanno però riferimento al Regno di Mezzo, al centro del continente, di allineamento neutrale. Il re infatti non prende parte nei conflitti.
Elgea è popolato da molti esseri diversi: umani, elfi, nani, orchi, altre fazioni minori, animali e numerose creature mitologiche.
Il gioco inizia in un piccolo villaggio, con al centro un castello, circondato da campi, cave, boschi e montagne. Il luogo di inizio è casuale, in genere nella zona centrale del continente.
Il giocatore può quindi scegliere molti percorsi diversi: restare da solo o far parte di un'alleanza, crearne una propria, esserne al servizio o del re di Elgea, far crescere il suo villaggio sino ad una leggendaria città, risolvere missioni ed enigmi, mantenere la pace e la prosperità nel continente con la diplomazia, raggiungere un elevato grado di poteri magici, dare la caccia e collezionare creature mitologiche, prepararsi per i numerosi tornei e cercare di raggiungere la vetta della classifica di Illyriad, e ovviamente ingaggiare guerre con altri giocatori e alleanze.